# Homer's Phobia
Homer's Phobia (titulado Homerfobia en España y La fobia de Homero en Hispanoamérica) es el episodio número 15 de la octava temporada de Los Simpson. Fue emitido por primera vez el 16 de febrero de 1997 en la cadena Fox. Dirigido por Mike B. Anderson, fue el primer episodio escrito por Ron Hauge. John Waters fue la estrella invitada al programa, dando voz al personaje de John (Javier en Latinoamérica).
En el episodio, Homer Simpson corta la frágil relación de amistad que estaba empezando a florecer con su nuevo amigo John (Javier en Hispanoamérica) al enterarse de que es gay. Además, a Homer comienza a preocuparle que John pueda ser una mala influencia sobre su hijo Bart. 
Homer's Phobia fue el primer episodio de la serie dedicado íntegramente a temas homosexuales, con un título que es un juego de palabras sobre el término homofobia. Inicialmente, debido a lo polémico del tema, los censores de la Fox decidieron que el episodio no era lo suficientemente apropiado para ser emitido en televisión, pero esta decisión fue anulada por la directiva de la Fox. El episodio ganó cuatro premios, incluyendo un premio Emmy en 1997 a la mejor serie animada (para programas de menos de una hora de duración) y un premio GLAAD (de la Alianza Gay y Lesbiana en Contra de la Calumnia) al mejor episodio individual de televisión.

## Sinopsis

Homer's Phobia fue el primer episodio que se centró exclusivamente en temas de índole homosexual.

Después de una travesura de Bart que tiene como consecuencia una fuerte avería de la secadora de ropa, la familia Simpson se ve forzada a pagar un total de 900 dólares en reparaciones. Después de un intento frustrado por pagar dicha suma con sus fondos de retiro, Marge decide acudir a una tienda de compra-venta de antigüedades y curiosidades llamada «Cockamamie's» (Ridículis en Hispanoamérica) para vender una estatuilla de la guerra civil, herencia de su abuela. Luego de descubrir que dicha estatuilla no es más que una licorera, Homer conoce a John (Javier en Hispanoamérica), el dueño de la tienda, que le empieza a hablar del elevado valor que tienen ciertos objetos de estética coloquialmente denominada camp (es decir, objetos que resultan atractivos por ser irónicos, de gusto kitsch o discutido, exagerados y que, en general, se asocian con los homosexuales), los cuales abundan en el negocio. Al saber esto, Homer invita a John a ir a su casa para que conozca todos los objetos de ese estilo que posee. Al visitar la casa de los Simpson, el vendedor comprueba maravillado que Homer tenía razón, mientras que toda la familia queda muy bien impresionada con él.  
A la mañana siguiente, Homer expresa su agrado por John y sugiere invitarlo a cenar con su esposa; pero en ese momento Marge le informa que John es homosexual, después de que él no captase algunas indirectas. Horrorizado, Homer cambia radicalmente su actitud hacia John, e incluso rehúsa acompañar a su familia a un paseo con él. El resto de la familia sí se une a John y pasan todos juntos una agradable velada, lo que hace que Homer se vuelva suspicaz hacia ellos y empiece a preocuparse por la conducta de Bart. Al ver a su hijo usar camisas hawaianas, escoger pasteles de cobertura rosa en la cena y bailar con una peluca puesta, Homer le declara a John su antipatía hacia los homosexuales y decide hacer todo lo posible por corregir la conducta de Bart. 
Con tal de lograr que Bart se vuelva más viril, Homer hace que el niño vea por largas horas un cartel publicitario de cigarrillos que muestra mujeres en ropa interior, pero tal estrategia no rinde frutos. A continuación, lo lleva a una fábrica de acero para que se influya del ambiente varonil de esa rama industrial, pero se encuentran con que todos los trabajadores son gays y la fábrica en la que trabajan también funciona como una discoteca gay llamada The Anvil (El Yunque). Desesperado, Homer pide ayuda a Moe y Barney, quienes le aconsejan llevar a Bart a cazar venados; lamentablemente la excursión de caza no da resultado. 
En un último intento por lograr que Bart mate a un animal, Homer, Bart, Moe y Barney entran furtivamente en el parque temático "Santa's Village", donde se conservan renos, y obligan a Bart a matar uno de ellos. Cuando los animales los enfrentan por sentirse invadidos, Homer se ve obligado a recibir sus embestidas con tal que Bart no salga lastimado. Repentinamente, los renos dejan de atacar a Homer al escuchar un villancico proveniente de un robot de Santa Claus, que el propio John hace funcionar dentro del corral de los renos para asustarlos. 
Una vez a salvo de la furia de los renos, Barney y Moe se lamentan por haber sido salvados por un homosexual, y Homer los reprende por su actitud, defendiendo a John. Mientras vuelven a casa, Homer le dice a Bart que aceptará cualquier decisión que tome en el futuro, y como el niño no entiende estas palabras, Lisa le aclara que su padre cree que es gay.
Antes de que el episodio finalice y empiecen a salir los créditos, aparece una dedicatoria a los trabajadores del sector del acero de Estados Unidos, que pone «Keep reaching for that rainbow!» ('¡Sigan buscando ese arcoíris!').

## Temática del episodio
Este episodio es significativo porque forma parte importante de la exploración que esta serie ha hecho acerca de los temas LGBT, además de ser una sátira despiadada contra la homofobia y la discriminación. A pesar de que ya había habido varias referencias sobre la homosexualidad antes de que se emitiera este episodio, Homer's Phobia fue el primer episodio que se centró exclusivamente en temas de índole homosexual. En un episodio anterior, Simpson And Delilah, el personaje de Carl (interpretado por Harvey Fierstein) aparecía besando a Homer. Paralelamente, en la serie se suele mostrar a Waylon Smithers enamorado (aunque de manera oscura y poco directa) de su jefe Montgomery Burns. Posteriormente, los episodios Three Gays of the Condo y There's Something About Marrying volverían a tratar temas homosexuales.

## Producción

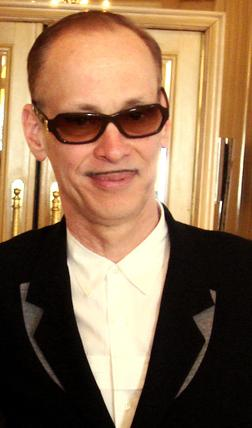
John Waters da voz a John, un vendedor homosexual.

La idea original del episodio surgió de un papel en el que aparecían anotadas algunas ideas para la serie, escritas por George Meyer. Una de ellas simplemente ponía «Bart el homo», y Ron Hauge fue seleccionado para escribir el guion del episodio, cuyo argumento surgió de esa única línea.
La decisión de emplear a John Waters no fue repentina. Bill Oakley y Josh Weinstein habían pensado utilizarle para un episodio que finalmente no se realizó titulado Lisa and Camp, en el que Lisa descubriría «lo interesantes que podían ser todas las cosas camp». Las dos ideas fueron combinadas y se convirtieron en el episodio definitivo, que originalmente se tituló Bart Goes to Camp (juego de palabras entre «ir al campamento» y la acepción homosexual de los objetos de estética camp). Al final el título se cambió porque «nadie lo entendía».
Los censores de la Fox se opusieron firmemente a la emisión de este episodio. Normalmente, el guion de un episodio se envía a los censores, y estos lo envían de vuelta por fax junto a unas cuantas líneas sobre qué frases o palabras se deben cambiar o quitar. Sin embargo, este episodio fue devuelto junto a dos páginas de notas sobre prácticamente cada línea del episodio, básicamente diciendo que no era aceptable en absoluto el uso de la palabra gay o del concepto de homosexualidad. Las notas finalizaban con un párrafo que decía que «el tema y contenido de este episodio lo hacen inaceptable para su emisión». Como norma general, las notas de los censores se ignoran inicialmente puesto que las líneas «ofensivas» y los problemas derivados de ellas se tratan y solucionan después de que finalice la animación del episodio. Pero como en este caso el episodio entero parecía ser un problema, era imposible enmendar las objeciones posteriormente como venía siendo habitual. Al final no pasó nada, puesto que cuando el episodio volvió de Corea del Sur (donde se había realizado su animación), el presidente de la Fox que había estado hasta ese momento en el cargo fue despedido y sustituido, y con él los censores. Los nuevos censores enviaron una sola línea: «aceptable para ser emitido».
La escena de la fábrica de acero fue escrita por Stephen Tompkins. Al principio, él quería emplear marineros en un muelle de carga y descarga, pero resultaba problemático animar el casco de los barcos, por lo que se decidió hacer una fábrica de acero en su lugar. Tompkins también escribió una tercera escena alternativa del episodio que finalmente no fue seleccionada. En lugar de ir a la Villa de Santa a cazar ciervos, Homer, Bart, Barney y Moe volvían a la fábrica de acero. Allí, Homer intentaría demostrar su increíble heterosexualidad en una competición arrastrando tractores contra algunos de los trabajadores de la fábrica, pero se decidió que aquello «realmente no contribuía nada al argumento».
John Waters aceptó la oportunidad de ser la estrella invitada, argumentando que «si le valió a Elizabeth Taylor, a mí también», pero añadiendo, ya que estaba interpretando a un personaje y no a sí mismo, que «si me hacen ser como Richard Simmons les mataré».